# Norsko na Zimních olympijských hrách 2010
Norsko na Zimních olympijských hrách 2010 v Vancouveru reprezentovalo 95 sportovců, z toho 70 mužů a 25 žen. Nejmladším účastníkem byl Ståle Sandbech (16 let, 260 dní), nejstarším pak Halvard Hanevold (40 let, 86 dní). Reprezentanti vybojovali 23 medailí, z toho 9 zlatých 8 stříbrných a 6 bronzových.

## Medailisté
| Medaile | Jméno                                                                            | Sport                | Disciplína                |
| ------- | -------------------------------------------------------------------------------- | -------------------- | ------------------------- |
| Zlato   | Marit Bjørgenová                                                                 | Běh na lyžích        | Ženy sprint - ženy        |
| Zlato   | Tora Bergerová                                                                   | Biatlon              | Ženy jednotlivci          |
| Zlato   | Emil Hegle Svendsen                                                              | Biatlon              | Muži jednotlivci          |
| Zlato   | Aksel Lund Svindal                                                               | Alpské lyžování      | Muži Super-G              |
| Zlato   | Marit Bjørgenová                                                                 | Běh na lyžích        | Ženy skiatlon             |
| Zlato   | Øystein Pettersen Petter Northug                                                 | Běh na lyžích        | Družstvo mužů - sprint    |
| Zlato   | Vibeke Skofterudová Therese Johaugová Kristin Størmer Steiraová Marit Bjørgenová | Běh na lyžích        | Ženy štafeta 4 x 5 km     |
| Zlato   | Halvard Hanevold Tarjei Bø Emil Hegle Svendsen Ole Einar Bjørndalen              | Biatlon              | Muži štafeta (4 × 7,5 km) |
| Zlato   | Petter Northug                                                                   | Běh na lyžích        | Muži 50 km klasicky       |
| Stříbro | Emil Hegle Svendsen                                                              | Biatlon              | Muži sprint               |
| Stříbro | Aksel Lund Svindal                                                               | Alpské lyžování      | Muži sjezd                |
| Stříbro | Ole Einar Bjørndalen                                                             | Biatlon              | Muži jednotlivci          |
| Stříbro | Kjetil Jansrud                                                                   | Alpské lyžování      | Muži obří slalom          |
| Stříbro | Hedda Berntsenová                                                                | Akrobatické lyžování | Ženy skikros              |
| Stříbro | Martin Johnsrud Sundby Odd-Bjørn Hjelmeset Lars Berger Petter Northug            | Běh na lyžích        | Muži štafeta 4 x 10 km    |
| Stříbro | Marit Bjørgenová                                                                 | Běh na lyžích        | Ženy 30 km klasicky       |
| Stříbro | Thomas Ulsrud Torger Nergård Christoffer Svae Håvard Vad Petersson Thomas Løvold | Curling              | Družstvo mužů             |
| Bronz   | Marit Bjørgenová                                                                 | Běh na lyžích        | Ženy 10 km volný styl     |
| Bronz   | Petter Northug                                                                   | Běh na lyžích        | Muži sprint               |
| Bronz   | Håvard Bøkko                                                                     | Rychlobruslení       | 1500 m - muži             |
| Bronz   | Audun Grønvold                                                                   | Akrobatické lyžování | Muži skikros              |
| Bronz   | Anders Bardal Tom Hilde Johan Remen Evensen Anders Jacobsen                      | Skoky na lyžích      | Družstvo (K-125)          |
| Bronz   | Aksel Lund Svindal                                                               | Alpské lyžování      | Muži obří slalom          |